# Њуберн (Алабама)
Њуберн (енгл. Newbern) град је у америчкој савезној држави Алабама. По попису становништва из 2010. у њему је живело 186 становника.

## Демографија
Према попису становништва из 2010. у граду је живело 186 становника, што је 45 (19,5%) становника мање него 2000. године.
| Група             | 2000.       | 2010.       |
| Белци             | 53 (22,9%)  | 59 (31,7%)  |
| Афроамериканци    | 178 (77,1%) | 125 (67,2%) |
| Азијати           | 0 (0,0%)    | 0 (0,0%)    |
| Хиспаноамериканци | 0 (0,0%)    | 4 (2,2%)    |
| Укупно            | 231         | 186         |